# The Believer (2001)
The Believer is een Amerikaanse dramafilm uit 2001 onder regie van Henry Bean. De productie won negen filmprijzen, waaronder de juryprijs op het Sundance Film Festival, waar The Believer haar internationale première had. Het verhaal is gebaseerd op het leven van de Amerikaan Dan Burros, een voormalig lid van een Amerikaanse groep neonazi's en de Ku Klux Klan.

## Verhaal
Danny Balint (Ryan Gosling) groeit op met de joodse geloofsleer. Hij is er alleen de persoon niet naar om blind te geloven en komt met zijn kritiek op en protesten over de inhoud van de tenach regelmatig in conflict met zijn religieleraar. Balint keert zich daarop radicaal af van het geloof en krijgt een felle haat jegens alle joden.
Wanneer Balint begin twintig is, is hij uitgegroeid tot een militante agressieve neonazi, die rondloopt met hakenkruisen op zijn kleding, bewondering heeft voor de ideologie van Adolf Hitler en Mein Kampf bestudeert. Curtis Zampf (Billy Zane) en Lina Moebius (Theresa Russell) rekruteren de intelligente en welbespraakte Balint daarop voor hun beginnende fascistische partij, die op het platteland een radicaler filiaal heeft dan in het openbaar. Terwijl hij daar zijn oorspronkelijk joodse afkomst verzwijgt, verbazen medeleden zich over zijn grondige kennis van de gebruiken uit de joodse religie. Tevens krijgt hij er een seksuele relatie met Moebius' dochter Carla (Summer Phoenix), die wil dat Balint haar Hebreeuws leert.

## Rolverdeling
| Acteur              | Personage     |
| ------------------- | ------------- |
| Ryan Gosling        | Danny Balint  |
| Billy Zane          | Curtis Zampf  |
| Theresa Russell     | Lina Moebius  |
| Summer Phoenix      | Carla         |
| A.D. Miles          | Guy Danielsen |
| Elizabeth Reaser    | Miriam        |
| Tommy Nohilly       | Whit          |
| Joshua Harto        | Kyle          |
| Chuck Ardezzone     | Chuck         |
| Glenn Fitzgerald    | Drake         |
| Garret Dillahunt    | Billings      |
| Kris Eivers         | Carleton      |
| Joel Garland        | O.L.          |
| Heather Goldenhersh | Linda         |

## Prijzen
- Gotham Awards - Open Palm Award (Bean)
- Independent Spirit Awards - beste debuut (Bean), beste mannelijke hoofdrol (Gosling), beste scenario (Bean) en beste vrouwelijke bijrol (Phoenix)
- Moskou Internationaal Filmfestival - Gouden St. George, Russian Film Clubs Federation Award (beide voor Bean)
- Russian Guild of Film Critics - beste buitenlandse acteur (Gosling)
- Sundance Film Festival - Juryprijs

## Trivia
- The Believer ging in Nederland in première op het International Film Festival Rotterdam in januari 2002.